# Willem Peters
Willem Peters (Países Bajos, 5 de julio de 1903-30 de marzo de 1995) fue un atleta neerlandés especializado en la prueba de triple salto, en la que consiguió ser campeón europeo en 1938.

## Carrera deportiva
En el Campeonato Europeo de Atletismo de 1934 ganó la medalla de oro en el triple salto, con un salto de 14.89 metros, superando al sueco Eric Svensson (plata con 14.83 metros) y al finlandés Onni Rajasaari.